# Saran (Kazachstan)
Saran (kazas. Сораң, ros. Сарань, Sarań), miasto w Kazachstanie, w obwodzie karagandyjskim; 42 tys. mieszk. (2009).